# Championnat de Singapour de football 1986
Navigation
Saison 1985 Saison 1989
La saison 1986 du Championnat de Singapour de football est la cinquante-quatrième édition de la première division à Singapour. Le championnat est organisé sous forme d'une poule unique où toutes les équipes se rencontrent deux fois au cours de la saison. En fin de saison, les deux derniers du classement sont relégués et remplacés par les deux meilleurs clubs de Second Division, la deuxième division singapourienne.
C'est le club de Singapore Armed Forces FC qui remporte le championnat cette saison, après avoir terminé en tête du classement final, à égalité de points mais avec un meilleur goal average que Tiong Bahru CSC. Farrer Park United complète le podium, à treize points du duo de tête. C'est le troisième titre de champion de Singapour de l'histoire du club, qui réussit même le doublé en remportant la Coupe de Singapour.

## Les clubs participants
| - Farrer Park United - Police SA - Tiong Bahru CSC - Singapore Armed Forces FC - Tampines Rovers | - Changi CSC — Promu de Second Division - Farrer Park Dynamos - Geylang International - Ayer Rajah Wanderers — Promu de Second Division - Toa Payoh United |

## Compétition
Le barème de points servant à établir le classement se décompose ainsi :
- Victoire : 3 points ;
- Match nul : 1 point ;
- Défaite : 0 point.

### Classement
| Rang | Équipe                     | Pts | J  | G  | N | P  | Bp | Bc | Diff |
| ---- | -------------------------- | --- | -- | -- | - | -- | -- | -- | ---- |
| 1    | Singapore Armed Forces FCC | 46  | 18 | 15 | 1 | 2  | 54 | 12 | +42  |
| 2    | Tiong Bahru CSC            | 46  | 18 | 15 | 1 | 2  | 36 | 10 | +26  |
| 3    | Farrer Park United         | 33  | 18 | 10 | 3 | 3  | 35 | 23 | +12  |
| 4    | Tampines Rovers            | 29  | 18 | 8  | 5 | 5  | 37 | 25 | +12  |
| 5    | Police SAT                 | 25  | 18 | 7  | 4 | 7  | 27 | 19 | +8   |
| 6    | Changi CSCP                | 22  | 18 | 5  | 7 | 6  | 22 | 16 | +6   |
| 7    | Ayer Rajah WanderersP      | 19  | 18 | 5  | 4 | 9  | 17 | 38 | -21  |
| 8    | Toa Payoh United           | 16  | 18 | 5  | 1 | 12 | 18 | 38 | -20  |
| 9    | Geylang International      | 14  | 18 | 3  | 5 | 10 | 8  | 24 | -16  |
| 10   | Farrer Park Dynamos        | 3   | 18 | 0  | 3 | 15 | 11 | 60 | -49  |

|  | Champion de Singapour 1986                                                                   |
|  | Relégation en Second Division                                                                |
|  | T : Tenant du titre C : Vainqueur de la Coupe de Singapour P : Club promu de Second Division |

## Bilan de la saison
| Championnat de Singapour de football 1986  |                                      |
| Champion                                   | Singapore Armed Forces FC (3e titre) |
| Coupes et trophées                         |                                      |
| Vainqueur de la Coupe de Singapour 1986    | Singapour Armed Forces FC            |
| Qualifications continentales               |                                      |
| Coupe d'Asie des clubs champions 1986-1987 | Aucun                                |
| Promotions et relégations                  |                                      |
| Promus en National Football League         | Kaki Bukit SC                        |
| Promus en National Football League         | Pioneer Arsenal                      |
| Relégués en Second Division                | Geylang International                |
| Relégués en Second Division                | Farrer Park Dynamos                  |